# Yläsalo
Yläsalo är en ö i Finland. Den ligger i Pyhäjoki älv och i kommunen Pyhäjoki i den ekonomiska regionen  Brahestads ekonomiska region  och landskapet Norra Österbotten, i den centrala delen av landet, 500 km norr om huvudstaden Helsingfors. Öns area är 34,5 hektar och dess största längd är 1,2 kilometer i sydöst-nordvästlig riktning.